# Flaviac
Flaviac ist eine französische Gemeinde mit 1.239 Einwohnern (Stand: 1. Januar 2022) im Département Ardèche in der Region Auvergne-Rhône-Alpes; sie gehört zum Arrondissement Privas und zum Kanton Privas. Die Bewohner werden Flaviacois genannt.

## Geographie
Flaviac liegt etwa 22 Kilometer nordnordwestlich von Montélimar am Ouvèze. Umgeben wird Flaviac von den Nachbargemeinden Saint-Vincent-de-Durfort im Norden und Nordwesten, Saint-Julien-en-Saint-Alban im Osten und Nordosten, Chomérac im Süden, Coux im Westen sowie Lyas im Nordwesten.

## Bevölkerungsentwicklung
| Jahr                       | 1962 | 1968 | 1975 | 1982 | 1990 | 1999 | 2006 | 2013 |
| Einwohner                  | 778  | 870  | 829  | 912  | 993  | 1092 | 1194 | 1176 |
| Quellen: Cassini und INSEE |      |      |      |      |      |      |      |      |